# 小仙波町

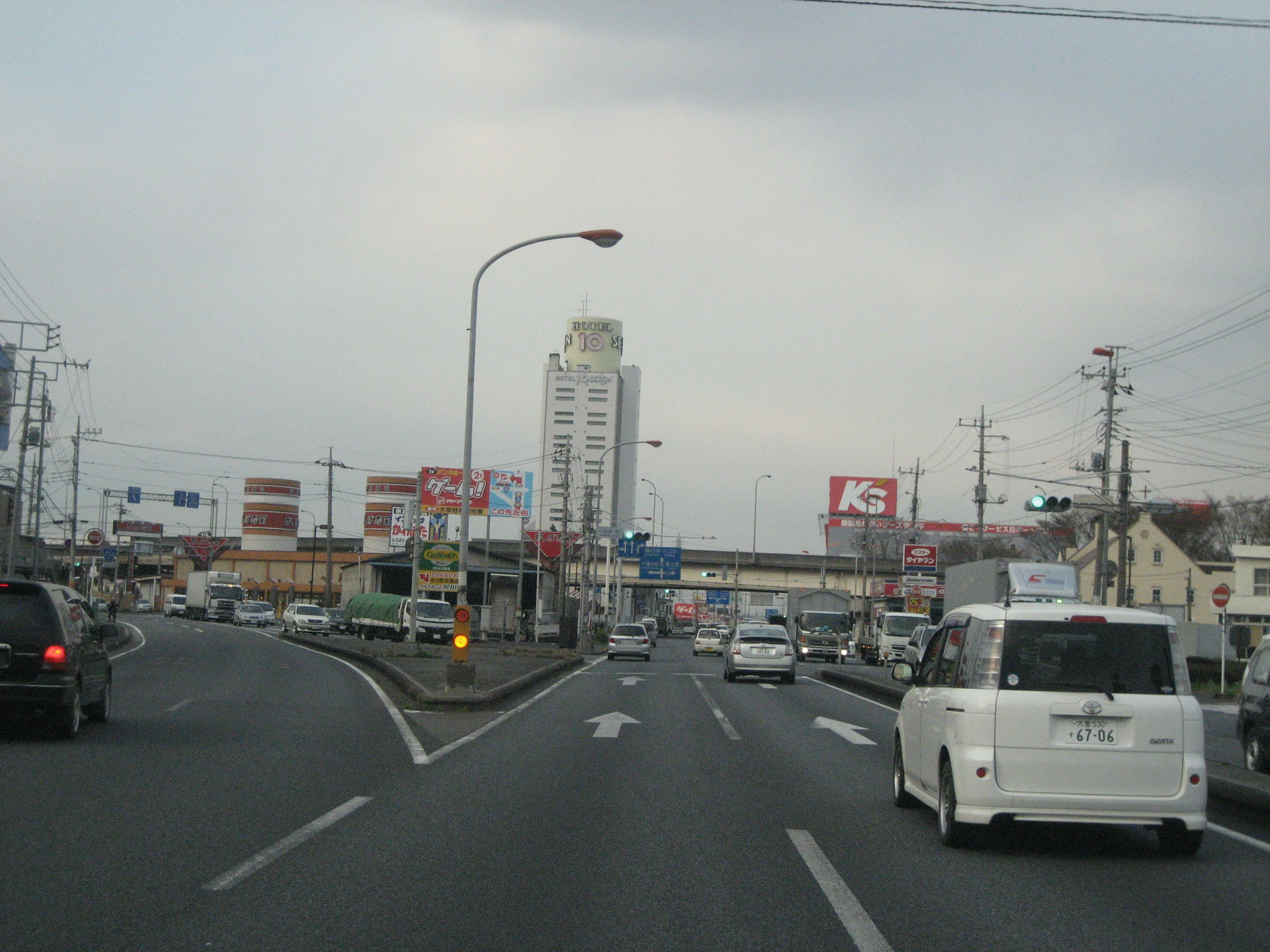
小仙波南交差点付近。右側の道路が国道16号、正面の陸橋が国道254号バイパス。

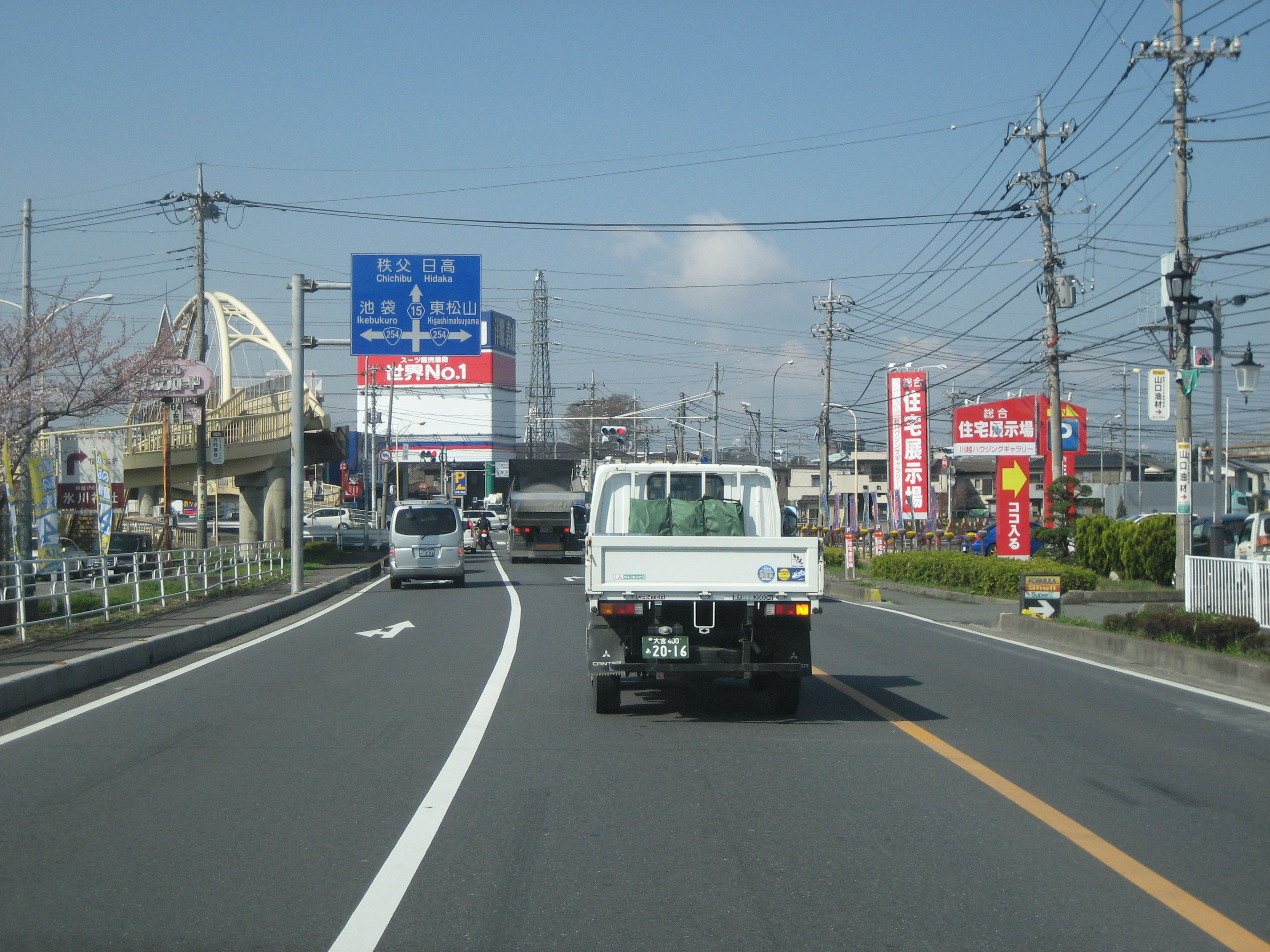
小仙波交差点付近。埼玉県道15号川越日高線。

小仙波町（こせんばまち）は、埼玉県川越市の地名で、新河岸川西岸の小仙波町一丁目から五丁目、東岸の大字小仙波に分かれている。郵便番号は、小仙波町が350-0036、大字小仙波が350-0031。

## 地理
北は郭町、北東は松郷、東は古谷上、八ツ島、高島、南東は大中居、南は大仙波、仙波町、西は西小仙波町、北西は久保町、三久保町と、多くの地区に繋がる。

## 歴史
1962年（昭和37年）町名地番整理のために大字松郷、大字小仙波、大字大仙波の各一部によって成立した。一丁目から五丁目まで設置された。約半分を占める新河岸川東岸の大字小仙波の呼称もまだ残っている。

## 世帯数と人口
2017年（平成29年）10月1日現在の世帯数と人口は以下の通りである。
| 大字・丁目     | 世帯数    | 人口    |
| -------------- | --------- | ------- |
| 小仙波         | 72世帯    | 156人   |
| 小仙波町一丁目 | 214世帯   | 488人   |
| 小仙波町二丁目 | 674世帯   | 1,651人 |
| 小仙波町三丁目 | 410世帯   | 975人   |
| 小仙波町四丁目 | 527世帯   | 1,185人 |
| 小仙波町五丁目 | 179世帯   | 450人   |
| 計             | 2,076世帯 | 4,905人 |

### 1970年（昭和45年）の人口
- 一丁目 888人
- 二丁目 681人
- 三丁目 890人
- 四丁目 484人
- 五丁目 427人

## 小・中学校の学区
市立小・中学校に通う場合、学区は以下の通りとなる。
| 大字・丁目     | 番地 | 小学校                 | 中学校                 |
| -------------- | ---- | ---------------------- | ---------------------- |
| 小仙波         | 全域 | 川越市立川越第一小学校 | 川越市立川越第一中学校 |
| 小仙波町一丁目 | 全域 | 川越市立川越第一小学校 | 川越市立川越第一中学校 |
| 小仙波町二丁目 | 全域 | 川越市立川越第一小学校 | 川越市立川越第一中学校 |
| 小仙波町三丁目 | 全域 | 川越市立川越第一小学校 | 川越市立川越第一中学校 |
| 小仙波町四丁目 | 全域 | 川越市立川越第一小学校 | 川越市立川越第一中学校 |
| 小仙波町五丁目 | 全域 | 川越市立川越第一小学校 | 川越市立川越第一中学校 |

## 交通

### 鉄道
地内に鉄道は敷設されていない。かつては地内の県道15号上などを1941年（昭和16年）まで西武鉄道大宮線が通っていた。

### 道路
- 国道16号
- 国道254号
- 埼玉県道15号川越日高線
- 埼玉県道113号川越新座線
- 喜多院門前通り
- 東照宮中院通り

## 施設・建造物
大字小仙波には主要な通り沿いにロードサイド店舗が数多く立地する。
一丁目
- 喜多院
  - 仙波東照宮
  - 喜多院齋霊殿
- 日枝神社

二丁目
- 浮島稲荷神社
- 中央保育園
- 市立診療所（休日急患診療所）
- 入間教育会館
- 川越市総合福祉センターオアシス
- 東京電力パワーグリッド川越変電所

三丁目
- 小仙波貝塚跡

四丁目
- 稲荷社
- 天台宇別格本山中院

五丁目
- 埼玉県立川越総合高等学校
- 川越市立川越第一中学校
- あそか幼稚園
- 光西寺
- 中院

大字小仙波

- 川越市斎場（2017年開業）
- 川越市民聖苑
- 小仙波八反田公園
- 川越工業高等学校 グランド